# Archibald Campbell (1er baron Blythswood)
Pour les articles homonymes, voir Archibald Campbell et Campbell.
Archibald Campbell Campbell (22 février 1835 - 8 juillet 1908) est un soldat écossais homme politique conservateur, scientifique et grand maître de la Grande Loge d'Écosse ,.

## Biographie
Né Archibald Campbell Douglas (il abandonne le Douglas de son nom en 1838) à Florence, en Toscane, il est le fils d'Archibald Campbell, 17e Laird of Mains, jusqu'en 1838 connu sous le nom d'Archibald Douglas .
Campbell rejoint le 79th Highlanders à l'âge de 16 ans et participe à la guerre de Crimée en 1855, où il est grièvement blessé. Il est transféré aux Scots Fusilier Guards et atteint le grade de lieutenant-colonel. Le 7 juillet 1864, il épouse Augusta Clementina Carrington, fille de Robert Carington, à Whitehall Chapel, Londres. Il se retire de l'armée en 1868 à la mort de son père . Il est pendant de nombreuses années lié au 3e (The Blythswood) Volunteer Battalion de la Highland Light Infantry, où il est colonel, et à partir du 28 mai 1902 colonel honoraire.
Il est député de Renfrewshire de 1873 à 1874 et du West Renfrewshire de 1885 à 1892. Il est également Lord-lieutenant du Renfrewshire de 1904 à 1908. Le 4 mai 1880, il est nommé baronnet de Blythswood et aide de camp de la reine Victoria. En 1888, il reçoit un doctorat honorifique en droit de l'Université de Glasgow et est nommé Freeman de la ville de Glasgow. Il reçoit le titre de membre honoraire de l'Institution of Engineers and Shipbuilders en Écosse en 1891 . Le 24 août 1892, il est créé baron Blythswood, avec un reliquat spécial à ses cinq jeunes frères .
Il est un scientifique remarquable et emmène sa femme à Thèbes pour observer le transit de Vénus en 1874, emportant avec lui un télescope de 6 pouces et un télescope de 12 pouces, enregistrant l'heure du premier contact, et observe également un halo blanc, prouvant une atmosphère autour de Vénus. De 1892 à 1905, le laboratoire Blythswood dans le siège de sa famille est utilisé pour expérimenter dans de nombreux domaines aux frontières de la physique, notamment l'utilisation des rayons cathodiques, des rayons X, de la spectroscopie et de la radioactivité. Il conçoit un indicateur de vitesse, qui est installé sur les navires de la Royal Navy, et effectue des études sur l'efficacité des hélices aériennes quelques années avant le premier vol propulsé des frères Wright en 1903. Il est élu membre de la Royal Society en mai 1907 et meurt en possession du siège familial à Renfrewshire et Halliford Manor à Shepperton ,.

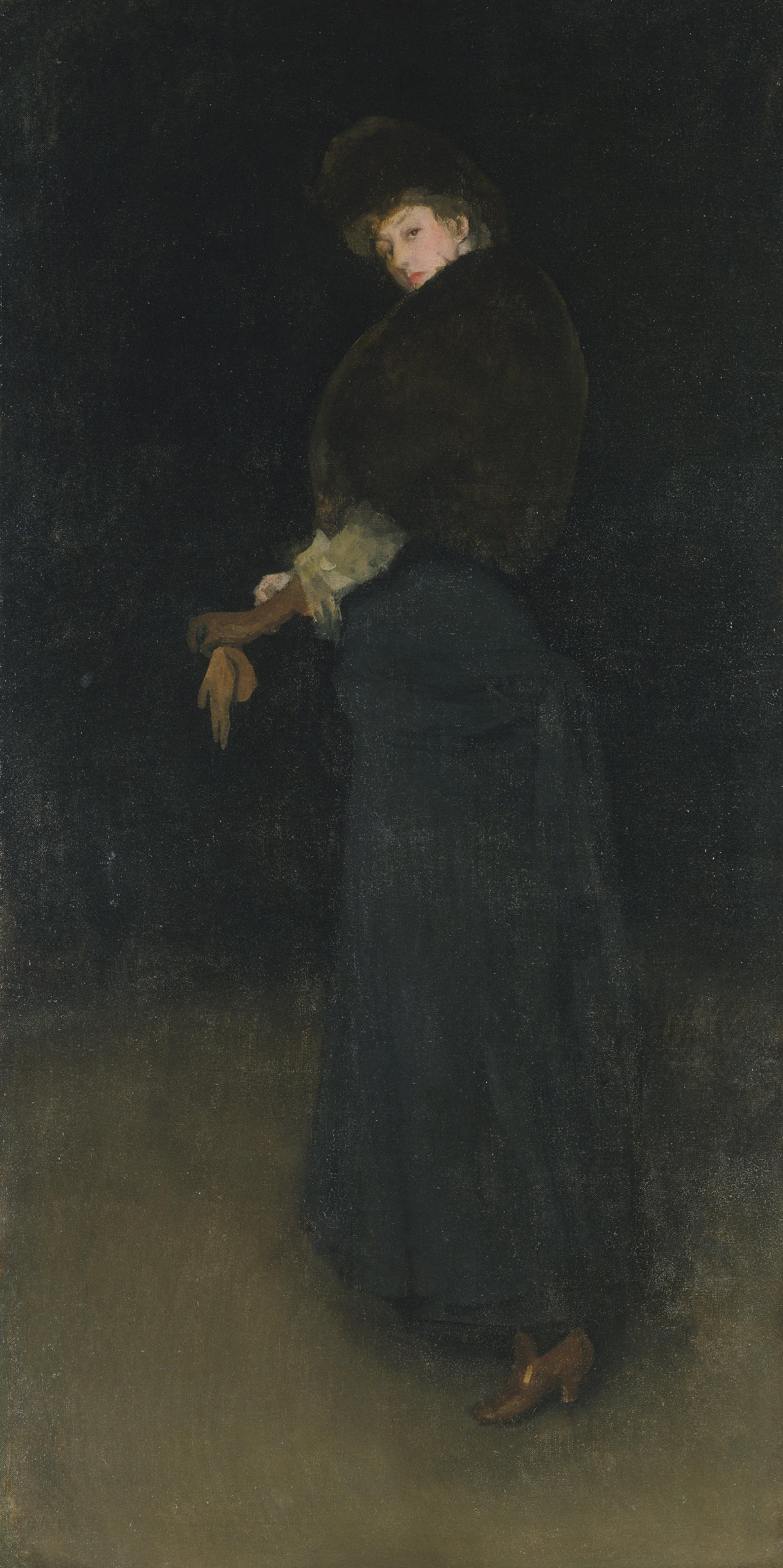
Arrangement in Black (The Lady in the Yellow Buskin) (Cothurne jaune)
Whistlervers 1883
Philadelphia Museum of Art

Son épouse s'intéressait à l'art de son temps et posa pour trois portraits en pied de James Abbott McNeill Whistler. Un seul fut achevé et à survécu. Mais sa famille, ne partageait pas son appréciation de l'art contemporain et a rejeté le tableau, affirmant qu'il représentait « un promeneur de rue encourageant un adepte timide avec un regard en arrière ». L'œuvre a été achetée pour la collection W. P. Wilstach en 1895.
Il meurt à l'âge de 73 ans à son domicile de Blythswood House, Renfrewshire, sans descendance et est inhumé le 11 juillet 1908 à Inchinnan. Sa baronnie passe à son frère, le révérend Sholto Campbell, auquel succèdent encore des frères cadets, Barrington et Archibald.